# Rolex
Rolex est une manufacture suisse de montres de luxe, fondée en 1905 par Hans Wilsdorf. Son modèle phare Oyster (« huître » en anglais) existe depuis 1926. En 2014, elle avait un chiffre d'affaires de 5 milliards de francs suisses et son chiffre a doublé entre 2014 et 2023. 
Elle est la première marque mondiale de montres de luxe (définie par la fédération de l'industrie  horlogère suisse comme des montres valant plus de 3000 francs suisses) devant Omega (groupe Swatch) et Breitling.   
En 2025, le rapport publié par la banque Morgan Stanley et la société suisse Luxe Consult  fait apparaître que Rolex est classé au premier rang des sociétés horlogères suisses, avec un chiffre d'affaires estimé en 2024 à 10,58 milliards de francs suisses, soit 30% du chiffre d'affaires total des 50 premières sociétés horlogères en Suisse.   
En 2024, environ 1,176 million de montres Rolex ont été vendues, avec un coût moyen d'environ 13 139 francs suisses hors taxes par montre.  
La société est détenue par la Fondation Wilsdorf, société fiduciaire familiale privée.

## Histoire
L'histoire de Rolex est étroitement liée à celle de la famille Wilsdorf. Elle débute par l’alliance du savoir-faire commercial britannique avec la qualité industrielle suisse, domaines qui font la réputation de ces deux pays au début du XXe siècle.

### Débuts de la marque
En 1905, Hans Wilsdorf, originaire de Culembach en Allemagne, s’établit à Londres et fonde, avec son beau-frère Alfred Davis, une compagnie de fabrication de montres appelée de leurs deux noms, Wilsdorf & Davis. À cette époque, la majorité de la production se fait en Suisse, les artisans de ce pays étant alors les seuls à pouvoir fabriquer des mouvements mécaniques suffisamment petits pour tenir dans une montre de poche.
Dès le début de ses activités, Wilsdorf se spécialise dans le créneau du luxe, demandant à ses fournisseurs des pièces toujours plus petites et plus fiables, système qui permet de fabriquer différents modèles de montres-bracelets de plus en plus miniaturisés, alors que l’oignon de poche est à l’époque à la mode. C'est finalement la société Aegler (du nom de son créateur Jean Aegler), une petite manufacture localisée à Bienne, qui accepte de lui fournir les pièces demandées. La collaboration entre Wilsdorf & Davis et Aegler ne va plus cesser.
En 1906, la compagnie dépose un brevet sur le bracelet extensible dont seront équipés la quasi-totalité des modèles. La marque Rolex est finalement déposée par Wilsdorf à Londres en 1908. Afin de ne pas déstabiliser la clientèle, les modèles de l’entreprise porteront, pendant un certain temps, le nom de Wilsdorf & Davis - Rolex avant de ne garder que le nom de Rolex.
Deux ans plus tard, en 1910, Rolex demande aux Bureaux officiels de contrôle de certifier ses mouvements afin de prouver que les montres-bracelets sont fiables et précises, ce qui était à l'époque le principal argument en faveur des montres de poche (montre à gousset). La société obtient la première certification de précision pour une montre de poignet. En 1914, c’est au tour de l'Observatoire royal de Kew de Grande-Bretagne de délivrer un certificat de précision Classe A à Rolex. Jusqu’alors, cette certification n’avait été attribuée qu’à des chronomètres militaires, principalement employés dans la marine.
La même année, Wilsdorf quitte Londres pour s’établir à Genève, ceci pour éviter la taxe de 33 % frappant tous les produits d’importation décidée par le gouvernement britannique pour financer les coûts liés à la Première Guerre mondiale.

### L’Oyster

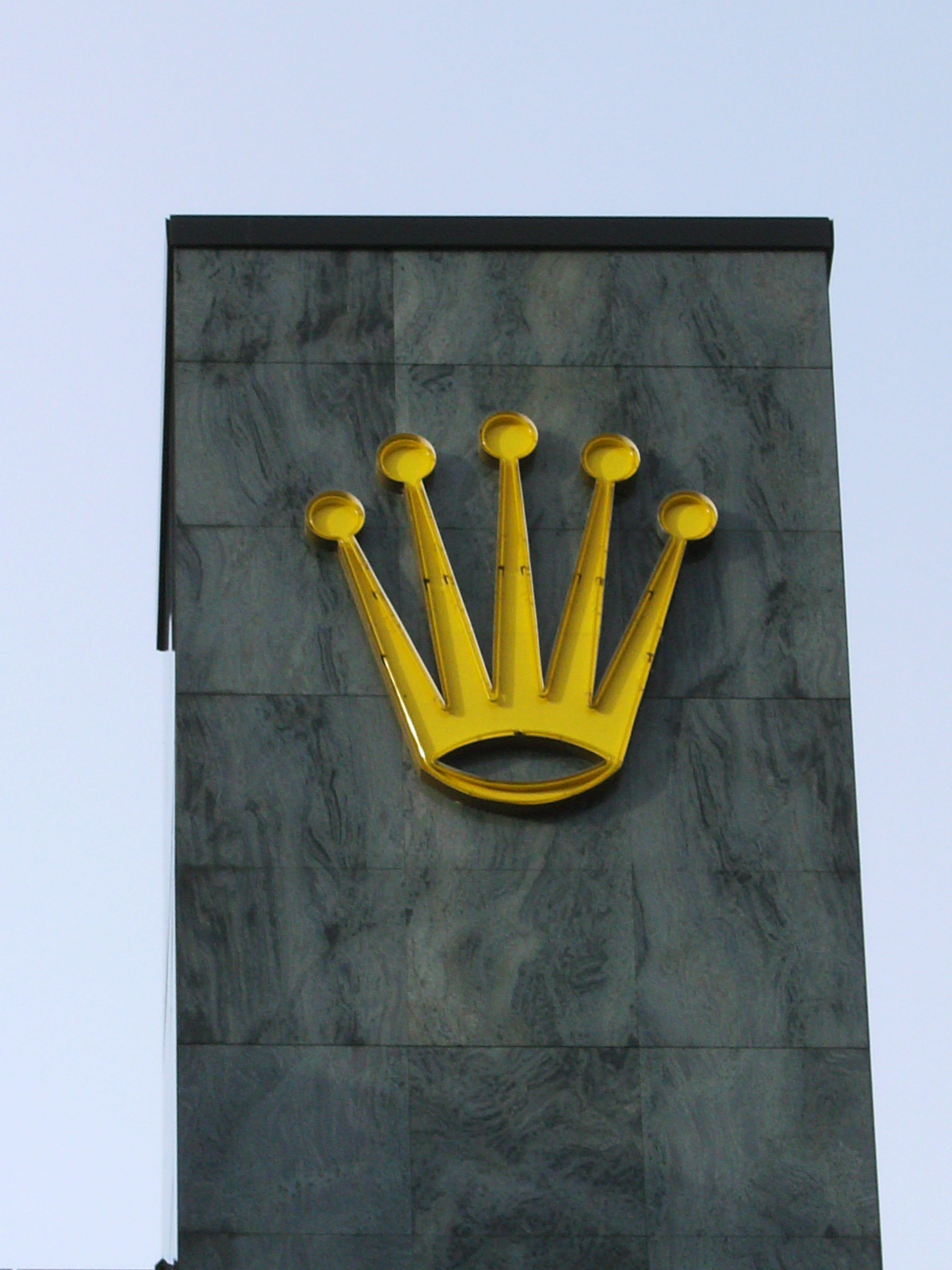
La couronne jaune, sigle de la marque.

Le problème de la fiabilité résolu, Wilsdorf commence alors à travailler sur le second grand défaut des montres de l’époque : la poussière et l’humidité s’y infiltrent sous le cadran et par la couronne, en endommageant le mouvement. Pour y remédier, la marque met au point et produit, en 1926, le modèle Rolex Oyster, montre dotée d’une couronne à vis, en utilisant un brevet de Perregaux et Perret. D'autres montres étanches antérieures utilisent des systèmes différents.
Les consommateurs de l’époque restent toutefois sceptiques quant à la faculté d’une montre à être totalement étanche. Comme démonstration, Rolex installe, dans les vitrines de ses principaux points de vente, des aquariums remplis, dans lesquels se trouvent des Oyster. Cette campagne publicitaire crée alors une importante reconnaissance publique de la marque qui, depuis lors, reste parmi les marques les plus connues du grand public.
En 1927, Mercedes Gleitze, une jeune nageuse britannique, traverse la Manche à la nage avec une Oyster au poignet. Cette sportive sera la première d’une longue série de Rolex Ambassadors. Afin de promouvoir cet exploit auprès du grand public, Rolex s’offre alors la première publicité jamais réalisée pour une marque de montres, sous la forme de la première page du quotidien Daily Mail. Cette page contient l’annonce de la traversée de la Manche par l’Oyster, mais cette annonce, centrée, ne couvre qu’à peine le premier quart de la page ; le reste est consacré aux différents modèles de la marque, en particulier les montres de cocktails pour dames.

### De nouvelles inventions
Après la mise au point, en 1928, du modèle Rolex Prince qui devient vite un succès avec son cadran double, Rolex met au point, en 1931, le Rotor, une plaque de métal semi-circulaire qui, grâce à la gravité, bouge librement. C'est le premier mécanisme d'enroulement automatique (appelé « perpétuel » dans la publicité de l’époque) de la marque. D'autres systèmes automatiques avaient déjà été mis au point avant ce type de rotor. En effet, le premier rotor date de 1778, avec le dépôt à l'Académie des sciences de Paris, d'une montre déposée par Hubert Sarton, équipée de ce système[source insuffisante].

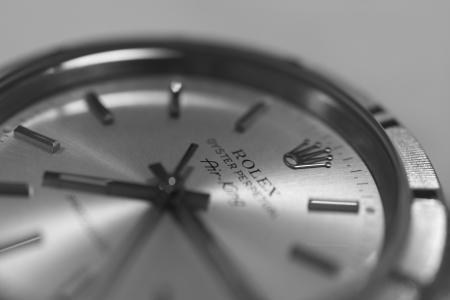
Un modèle Oyster Perpetual.

Bien que d’autres modèles sortent régulièrement des usines Rolex, les grandes premières sont généralement réservées au modèle phare de la marque. Ainsi, en 1945, sort une nouvelle version de l’Oyster appelée Oyster Perpetual Datejust qui est la première montre de poignet avec une fenêtre pour donner la date, ou plus précisément le jour du mois, dans un petit décrochement du cadran sur le côté droit (à la hauteur de « 3 heures »). En 1953, Rolex introduit l’Oyster Perpetual Submariner, capable de résister à des profondeurs de 100 mètres ; en 1955, Rolex suit les systèmes de deux fuseaux horaires différents qu'utilisent d'autres marques, comme Longines avec le Zulu, et produit ainsi l’Oyster Perpetual GMT Master ; l’année suivante, l’Oyster Perpetual Day Date ajoute à la date le jour de la semaine affiché en toutes lettres.
Depuis le milieu des années 1930, Rolex utilise l’inscription Chronometer, qu’elles soient ou non testées. Dans les années 1940, cette inscription devient Certified Chronometer puis, au début des années 1950, Officially Certified Chronometer. Ce n’est qu’en 1962 que l’inscription actuelle Superlative Chronometer Officially Certified est adoptée. Cependant, Rolex a toujours produit des séries d’Oyster, bien entendu moins chères, mais qui ne sont pas certifiées.

### Le décès de Wilsdorf et la volonté philanthropique
Après la mort de sa femme en 1944, Hans Wilsdorf crée la fondation qui porte son nom dans laquelle il injecte toutes ses parts de Rolex pour s'assurer qu'une partie des revenus de l'entreprise profitera bien à des œuvres de bienfaisance et de mécénat. Hans Wilsdorf décède en 1960 mais sa fondation perdure encore aujourd’hui et soutient des actions sociales, éducatives et culturelles, tout en accordant des aides financières à des personnes dans le besoin. La société Rolex, à travers Rolex.org, perpétue également la vision philanthropique de son fondateur en s'engageant pour des projets relatifs à l'environnement, aux sciences et arts, etc.

### De nouvelles formes de publicité
À partir de 1959, Rolex va modifier sa stratégie de marketing en étant l’une des premières sociétés à sponsoriser des évènements sportifs. Le premier de ces évènements est la course d’endurance de voitures sur 24 heures qui se déroule à Daytona Beach, alors appelée les 24 Hours of Daytona (son nom sera d’ailleurs par la suite changé en Rolex 24 at Daytona). L'année suivante, une Rolex Deep Sea Spécial est attachée au bathyscaphe Trieste du professeur Jacques Piccard et descend à 10 910 mètres de profondeur dans la fosse des Mariannes. En 1979, peu de temps après sa reprise en 1962 par la Fondation Hans Wilsdorf, Rolex devient la société officielle de chronométrage au Tournoi de Wimbledon.

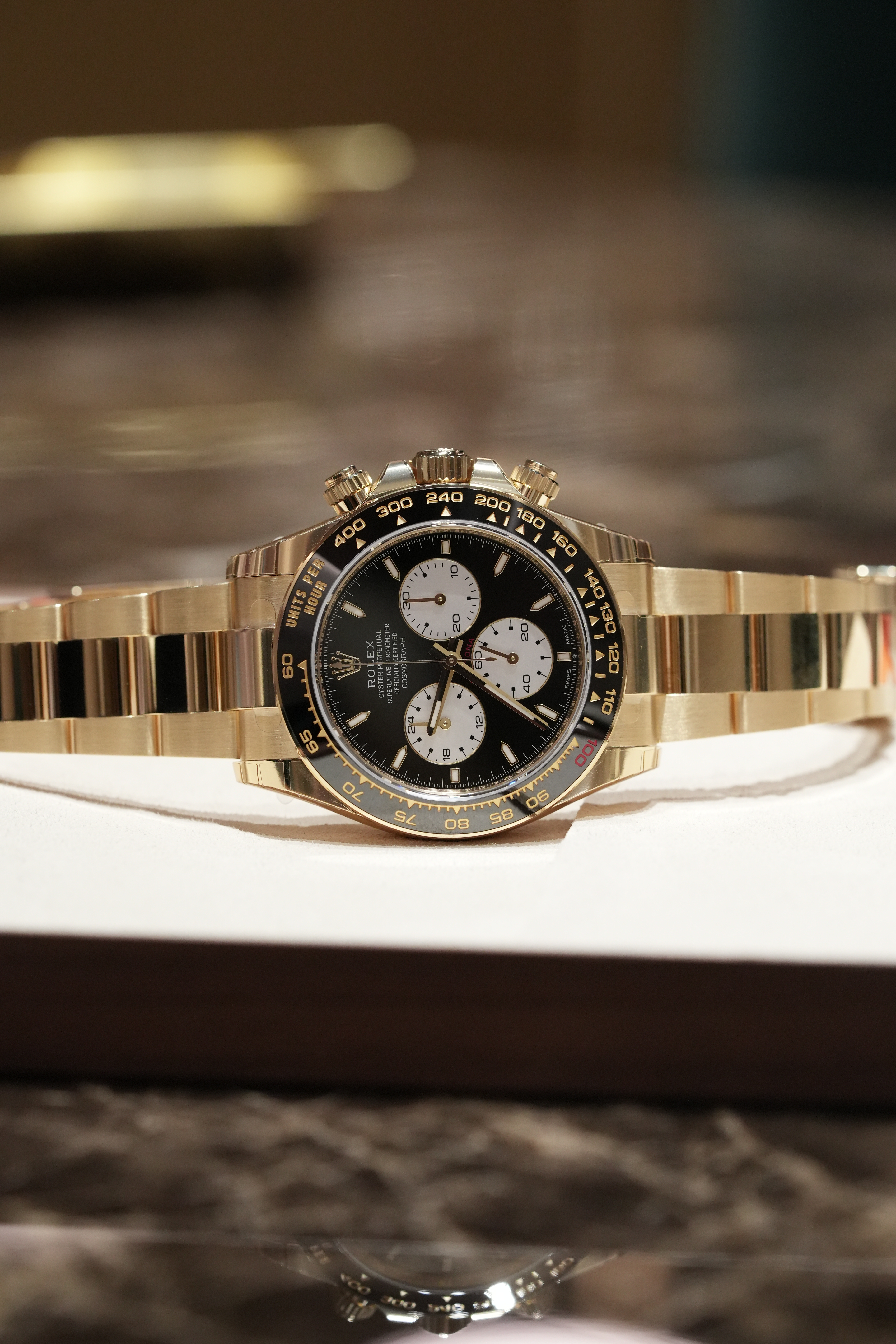
Montre Rolex Le Mans Daytona 126528LN. Photographiée chez Frojot Marseille par Arnaud Chanteloup.

Outre le sport, Rolex sponsorise également des entreprises ou des privés. En 1976, André Heiniger (qui dirige la société depuis 1963) annonce la création des Rolex Awards for Enterprise lors de la commémoration du 50e anniversaire de l’Oyster. Ces prix sont distribués annuellement à différents projets dans différents domaines. En 2002, son fils et successeur Patrick Heiniger lance le Rolex Mentor and Protégé Arts Initiative, un programme d’aide pour différents domaines artistiques. Ces deux programmes sont aujourd’hui gérés par l’organisation Rolex Institute.

### Origine du nom
L'origine du nom « Rolex » serait l'abréviation d’« horlogerie exquise » (ou d’« horlogerie extrême » ou encore d'« horlogerie d'excellence ». D’après le site de la marque, ce nom a été choisi parce qu’il se prononce facilement dans toutes les langues européennes, et qu’il est suffisamment court pour pouvoir être inclus facilement sur le cadran d’une montre[pertinence contestée].

## Forme juridique
Rolex est une société anonyme dont le capital se compose de 6 000 actions nominatives de 500 francs suisses chacune.
De par les statuts de la société, ces actions sont la propriété exclusive de la Fondation Wilsdorf et sont liées, ce qui signifie que ni les actions, ni la société elle-même ne peuvent être vendues.
Si la société communique énormément sur ses produits et sur les évènements qu’elle sponsorise, elle reste en revanche totalement opaque sur ses résultats financiers. Comme l’autorise la loi suisse, ni le bilan, ni les résultats, ni le rapport annuel ne sont publiés en dehors du conseil d'administration.

## Implantation géographique

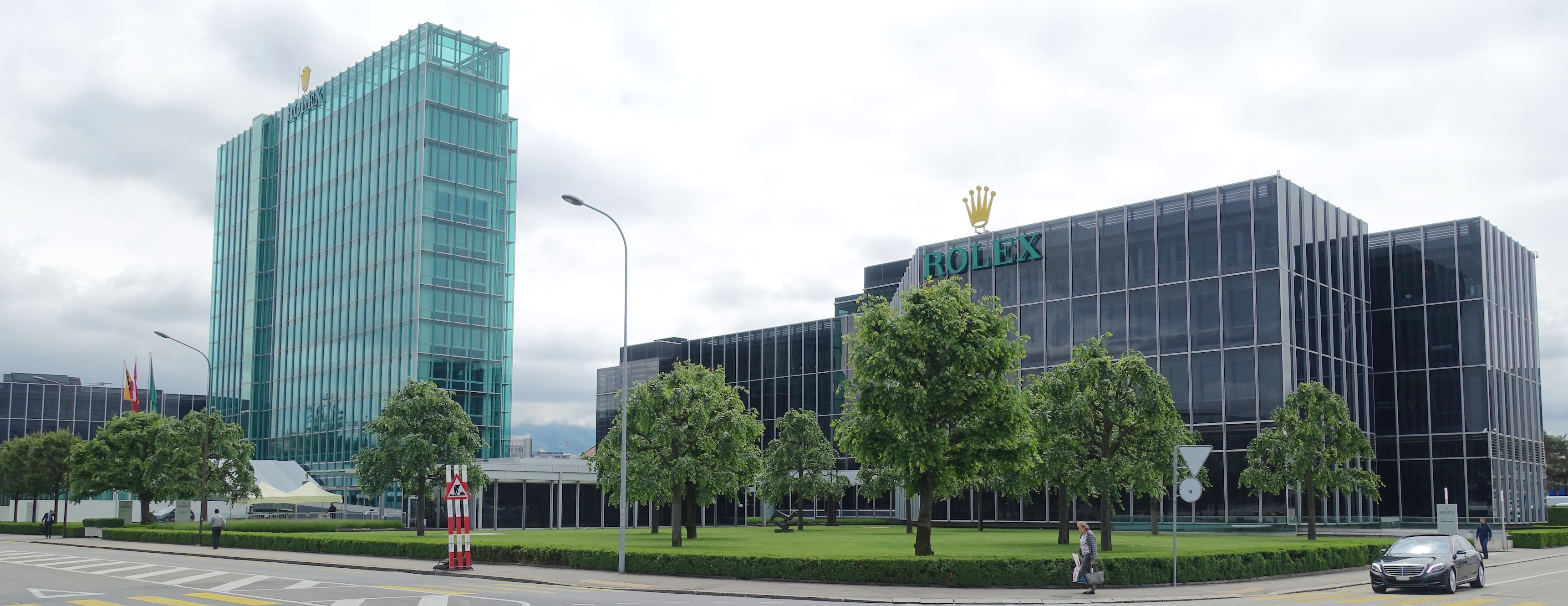
Vue d’ensemble du siège à Genève.

### Siège
Depuis 1965, le siège de Rolex est situé dans le canton de Genève en Suisse. Dessiné par le bureau d’architectes Juillard & Addor, le bâtiment est complètement entouré d’un bassin d’eau, rappelant la performance d’étanchéité des premières Rolex.
Ce bâtiment, où sont regroupés les services administratifs, informatiques, financiers, de relations publiques, du marketing et des ressources humaines, ainsi que la direction générale du groupe, se trouve dans la zone industrielle des Vernets.

### Succursales
Des points de vente dans le monde entier commercialisent les montres de la marque. La société ne possède toutefois qu’un seul magasin en nom propre, situé au 3, rue de la Fontaine à Genève. Rolex a également créé 23 sociétés affiliées (détenues en totalité par le groupe) qui proposent différents services liés à la vente et au suivi de l’après-vente :
| Pays                  | Raison sociale                             | Ville        |
| --------------------- | ------------------------------------------ | ------------ |
| Afrique du Sud        | Rolex Watch Company (South Africa) PTY LTD | Johannesburg |
| Allemagne             | Rolex Deutschland GmbH - Rolex Haus        | Cologne      |
| Argentine             | Relojes Rolex Argentina S.A.I.             | Buenos Aires |
| Australie             | Rolex Australia PTY LTD                    | Melbourne    |
| Belgique              | Rolex Benelux SA                           | Bruxelles    |
| Brésil                | Relogios Rolex LTDA                        | São Paulo    |
| Canada                | Rolex Canada LTD                           | Toronto      |
| Chine                 | Rolex (Hong Kong) LTD                      | Hong Kong    |
| Chine                 | Shanghai Rolex Watch Service Ltd.          | Shanghai     |
| Corée du Sud          | Rolex Korea Limited                        | Séoul        |
| Espagne               | Rolex España SA                            | Madrid       |
| États-Unis d'Amérique | Rolex Watch U.S.A. INC                     | New York     |
| Fédération de Russie  | Rolex Россия                               | Moscou       |
| France                | Rolex France                               | Paris        |
| Grèce                 | Rolex Hellas SA                            | Athènes      |
| Inde                  | The Rolex Watch CO Private LTD             | Mumbai       |
| Italie                | Rolex Italia S.p.A.                        | Milan        |
| Japon                 | Rolex (JAPAN) Limited                      | Tōkyō        |
| Mexique               | Relojes Rolex de Mexico S.A. de C.V.       | Mexico       |
| Philippines           | Rolex Centre Phil. LTD                     | Manille      |
| Royaume-Uni           | Rolex UK                                   | Londres      |
| Singapour             | Rolex Singapore Private LTD                | Singapoure   |
| Taïwan                | Rolex Centre LTD                           | Taipei       |
| Thaïlande             | S.A.B. (Thaïland) LTD                      | Bangkok      |
| Tunisie               | Rolex Tunisia                              | Tunis        |
| Venezuela             | Rolex de Venezuela C.A.                    | Caracas      |

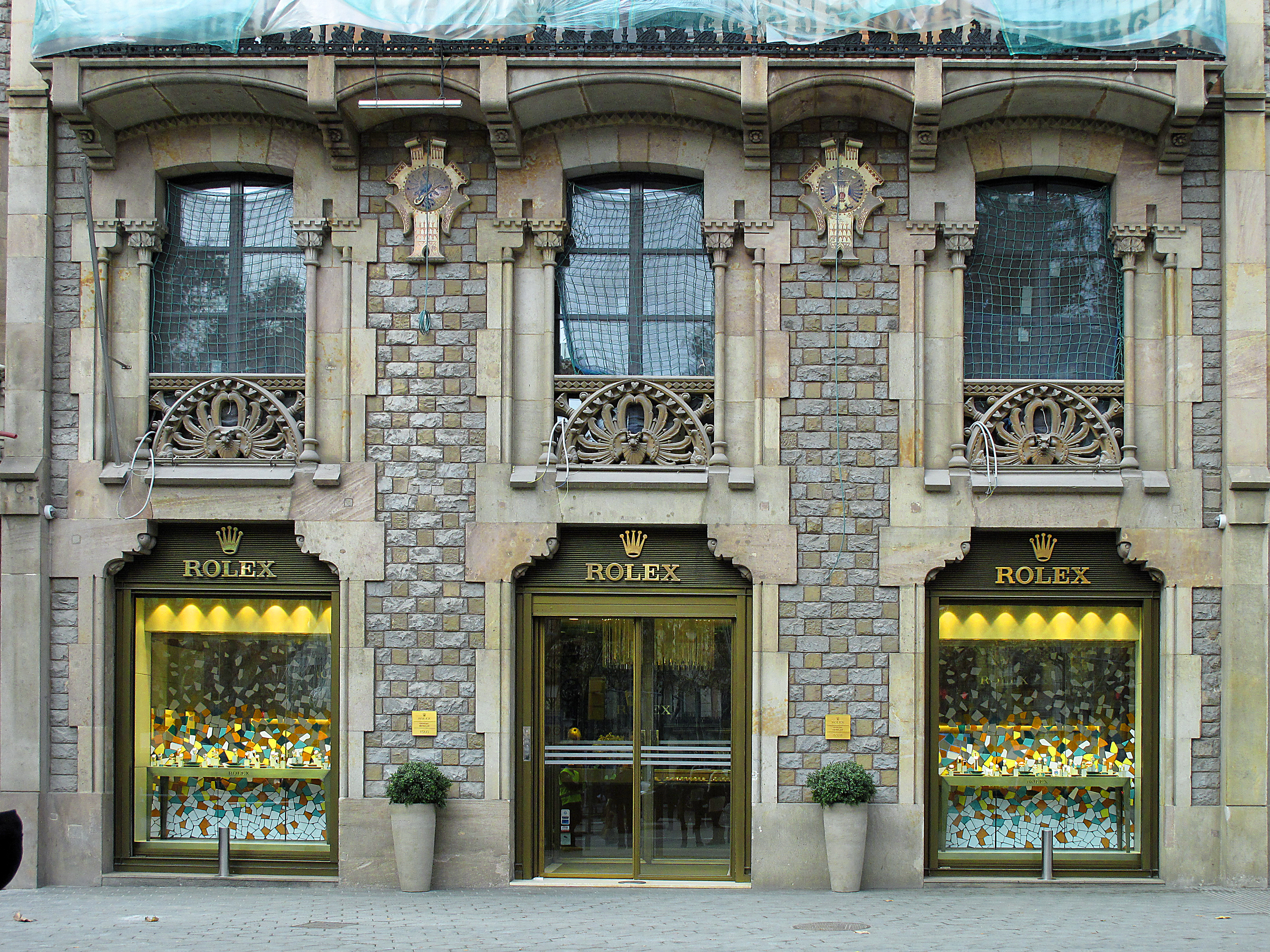
Barcelone
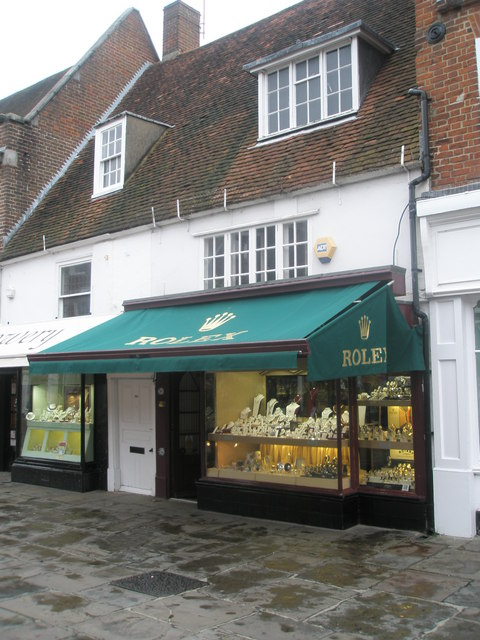
Chichester (UK)
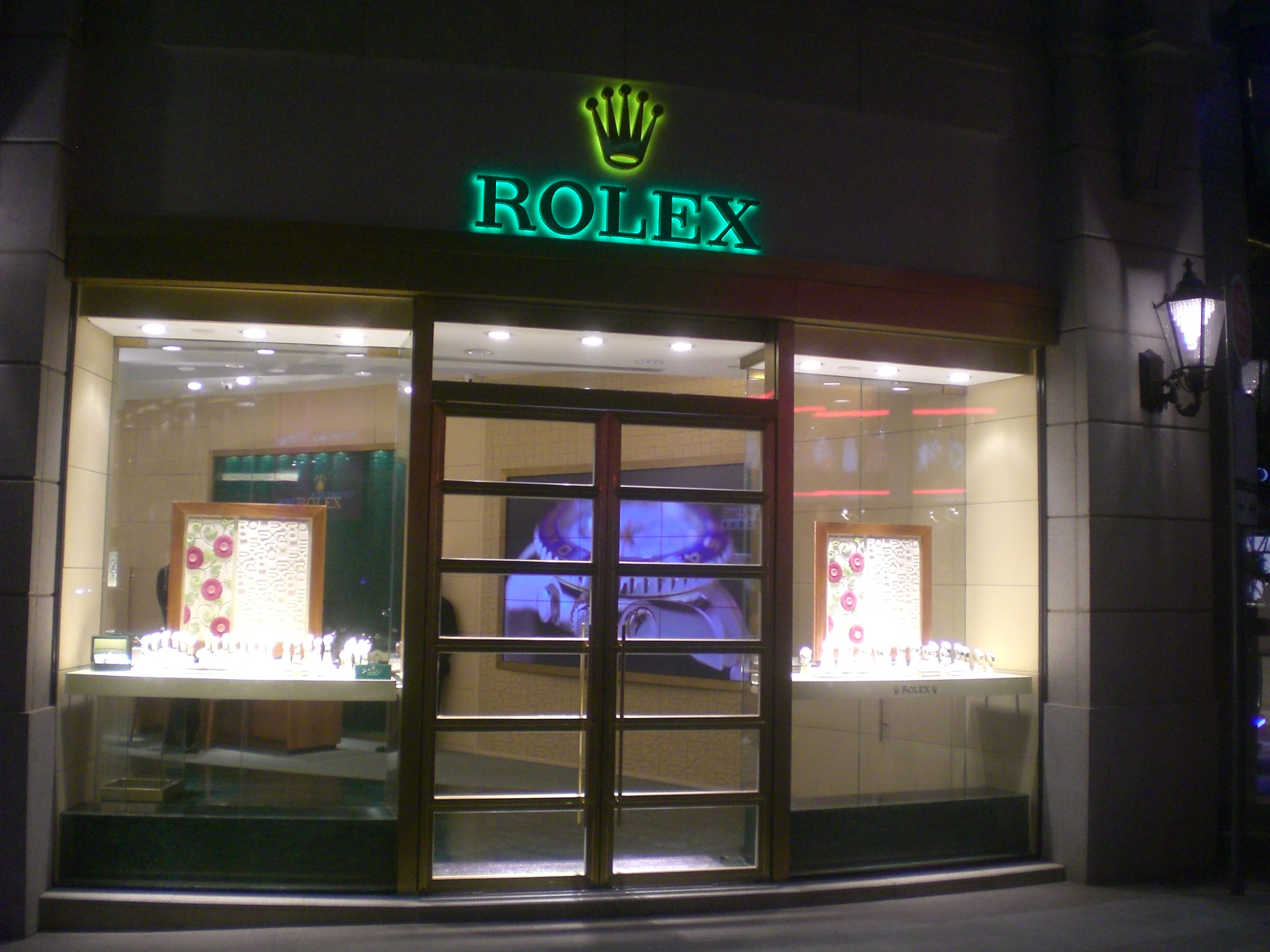
Hong Kong
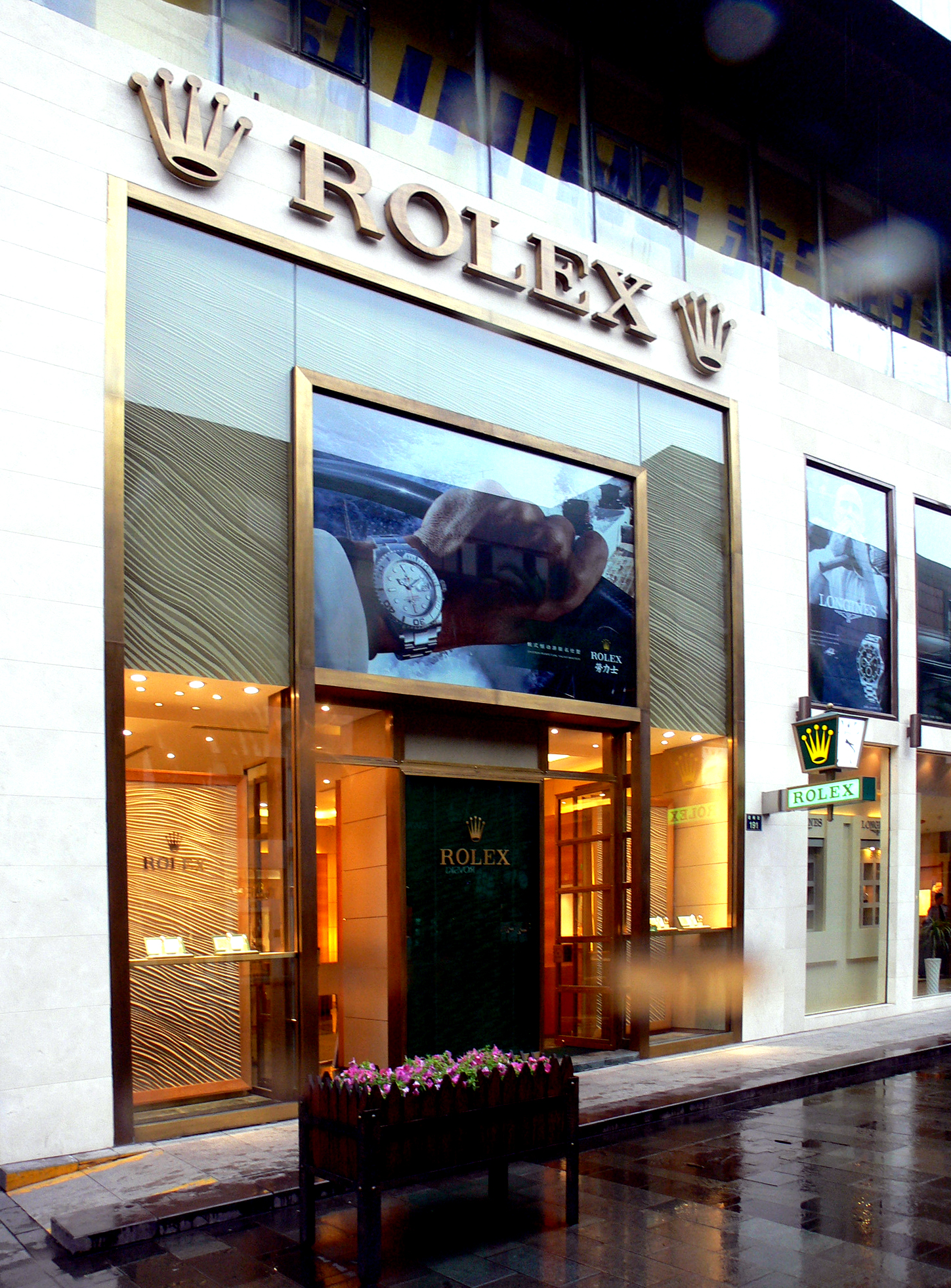
Ningbo
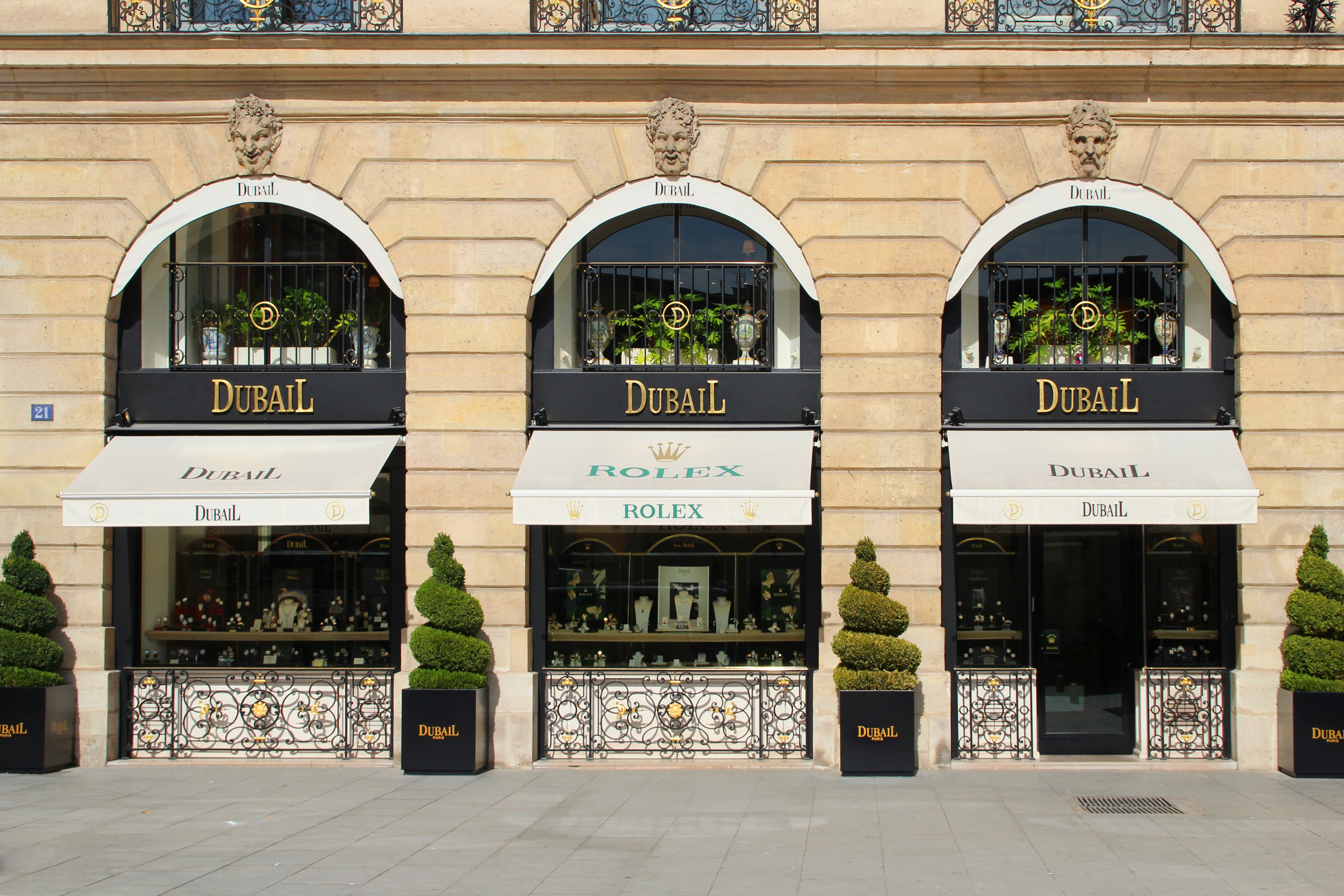
Paris
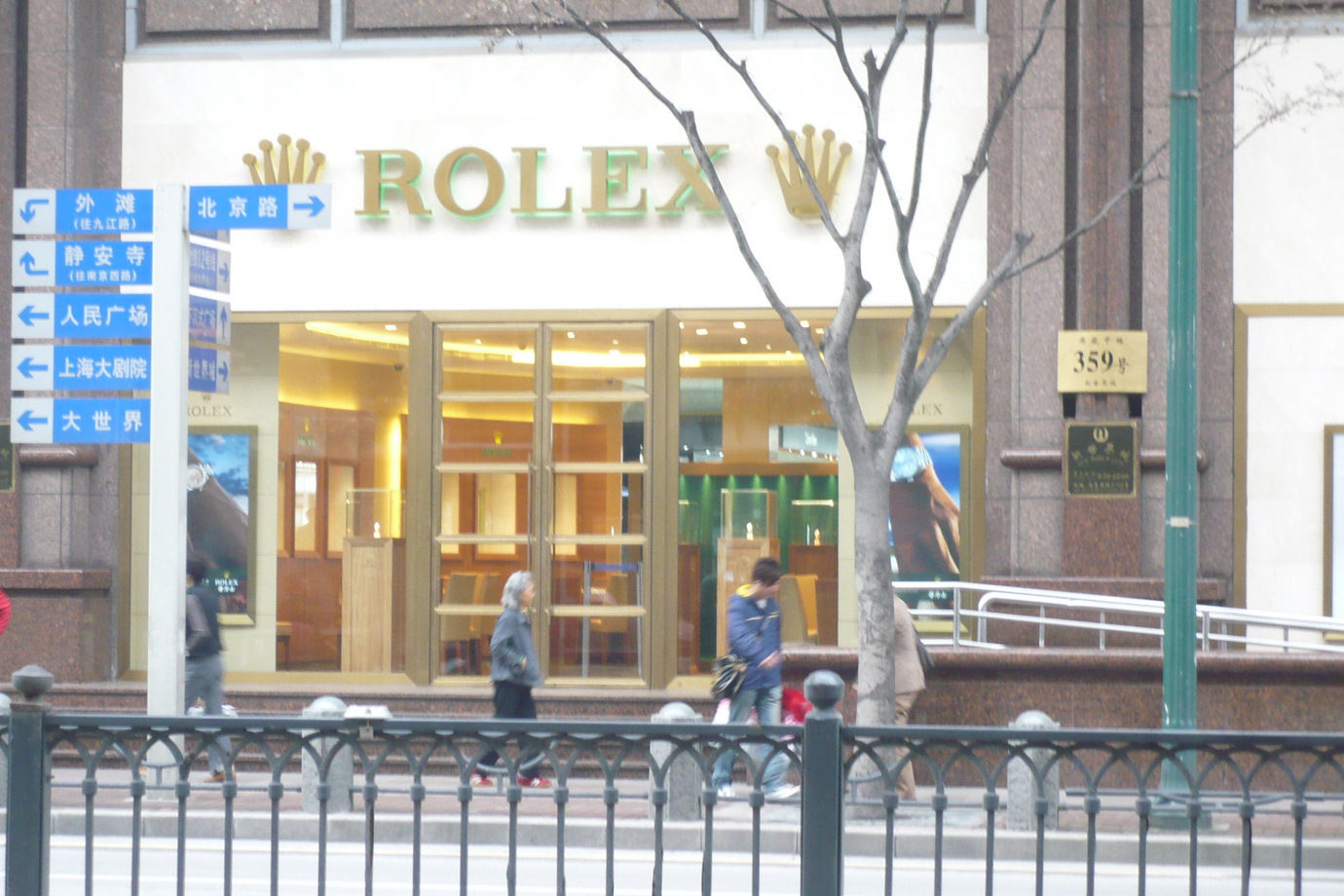
Shanghai
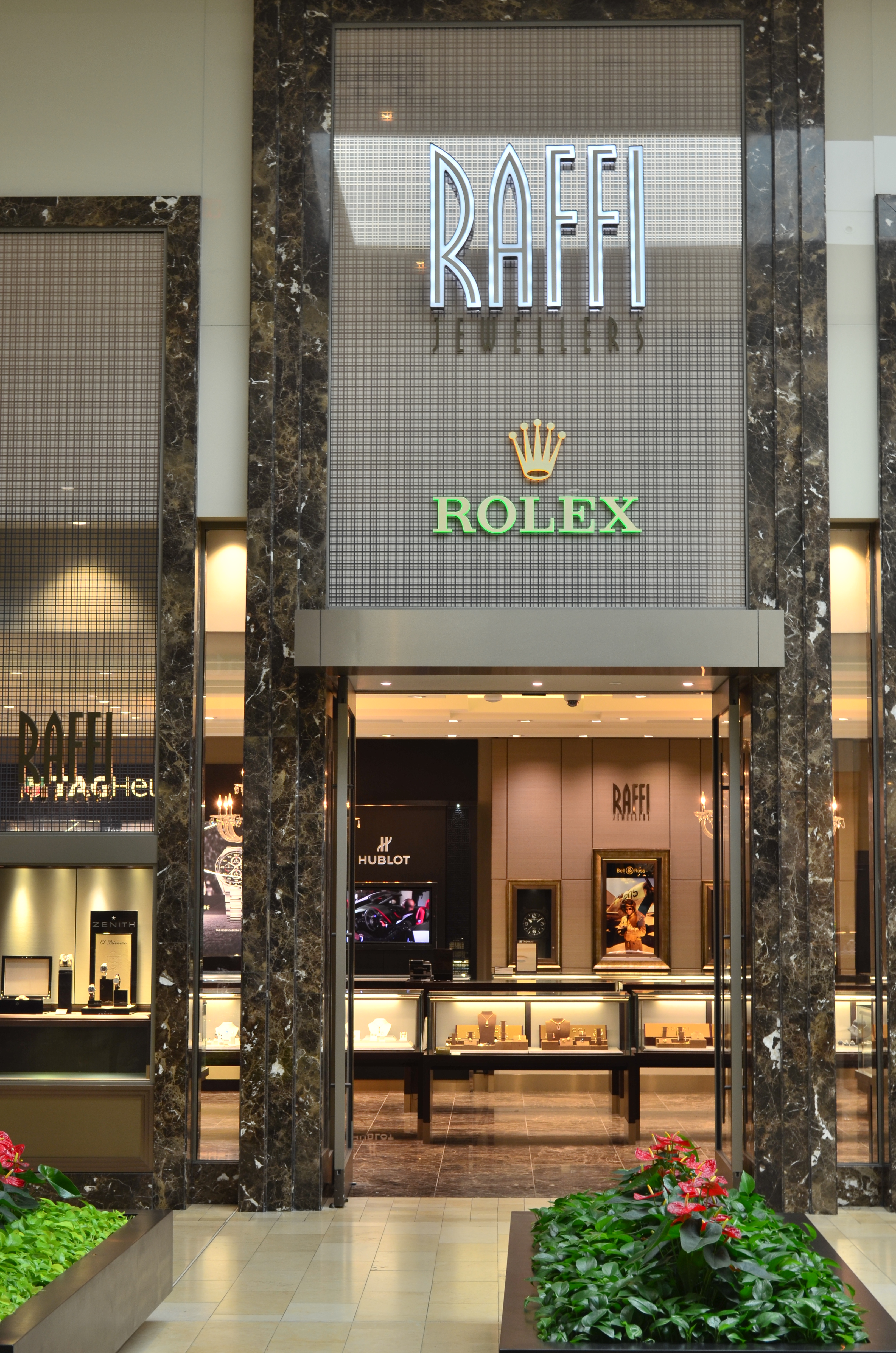
Toronto

### Usines
L'usine de Rolex, ancienne usine Aegler aujourd’hui officiellement appelée Manufacture des Montres Rolex, se trouve à Bienne et employait plus de 3 000 personnes en 2018. Cette usine, tout d’abord propriété du holding Vinetum, est achetée par Rolex SA le 26 mars 2004. Trois autres sites existent en Suisse :  une usine au Locle, une autre dévolue à la bijouterie-joaillerie et aux cadrans à Chêne-Bourg/Thônex (inaugurée en 2000) et un grand centre de recherche et développement à Plan-les-Ouates, inauguré en 2006, employant 1 800 personnes exerçant plusieurs dizaines de métiers différents.
Une nouvelle usine doit entrer en service à Bulle (canton de Fribourg, Suisse) en 2029, avec 2 000 salariés,.
Rolex possède également la totalité du capital de différents fournisseurs (qui ne sont toutefois pas intégrés dans le groupe Rolex et restent donc indépendants), tels que les sociétés Gay Frères SA (fabricant de bracelets), Beyeler & Cie (fabricant de cadrans) et Boninchi SA (fabricant de couronnes).

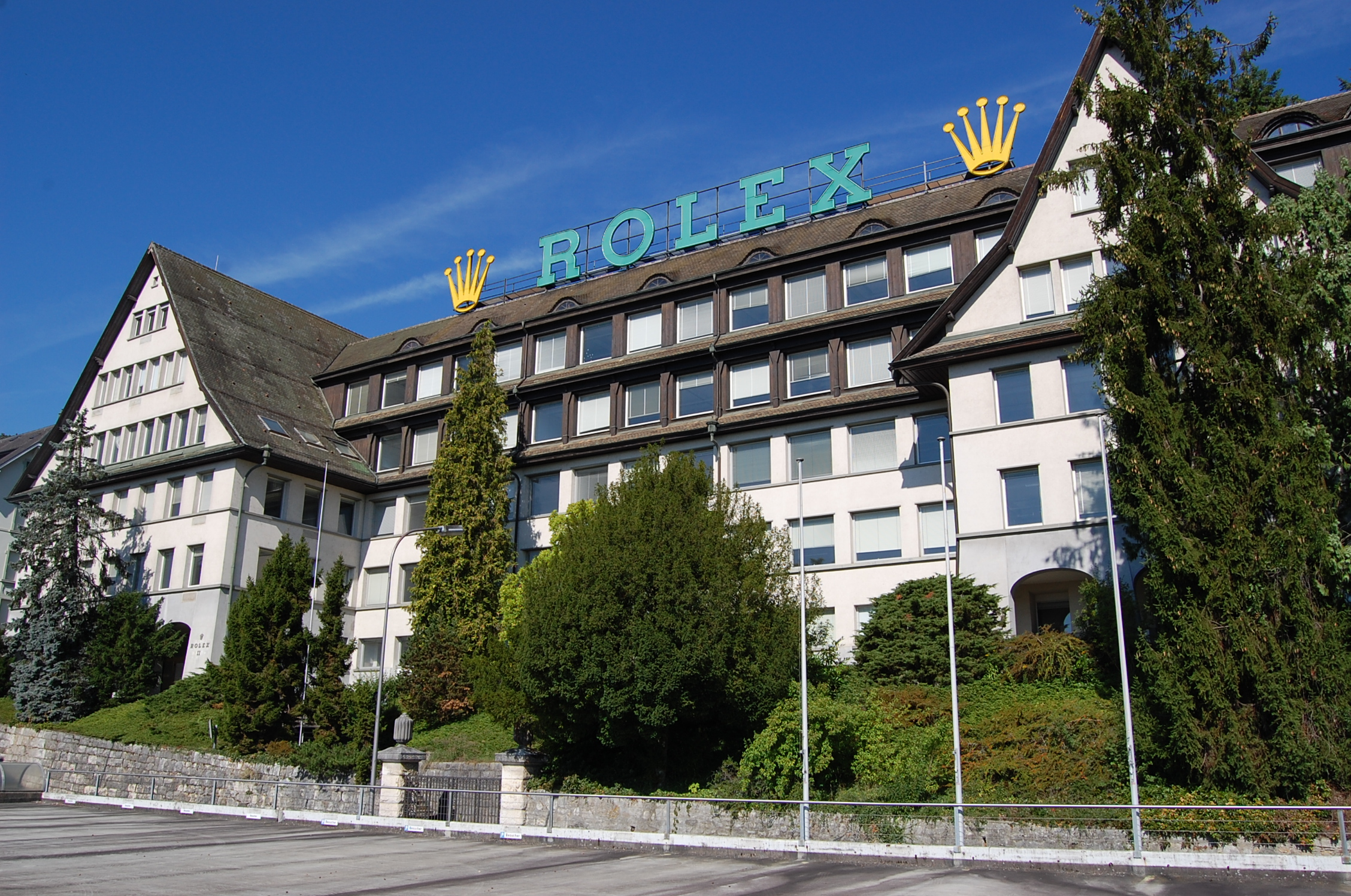
Bienne (anciennement)
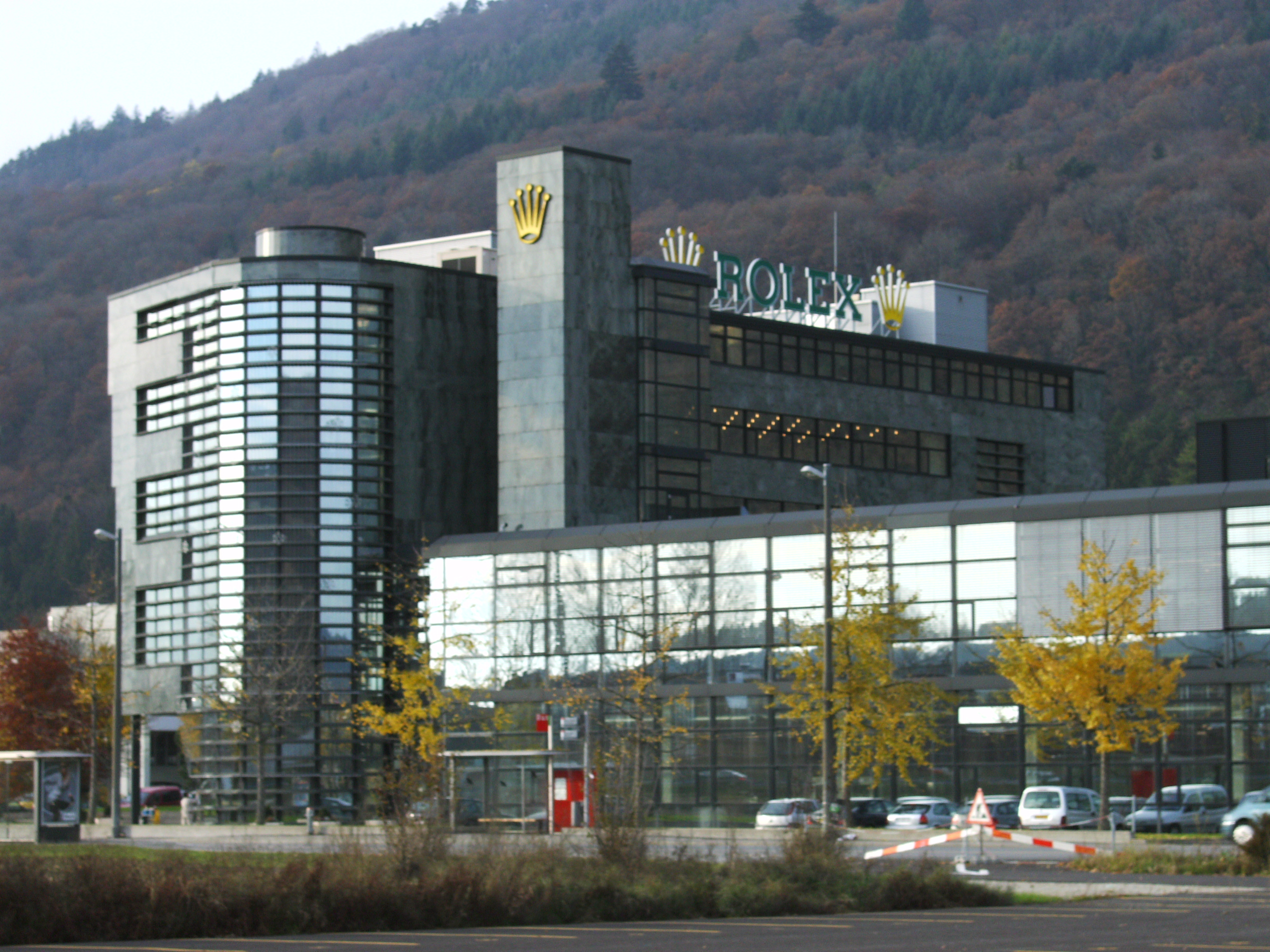
Bienne
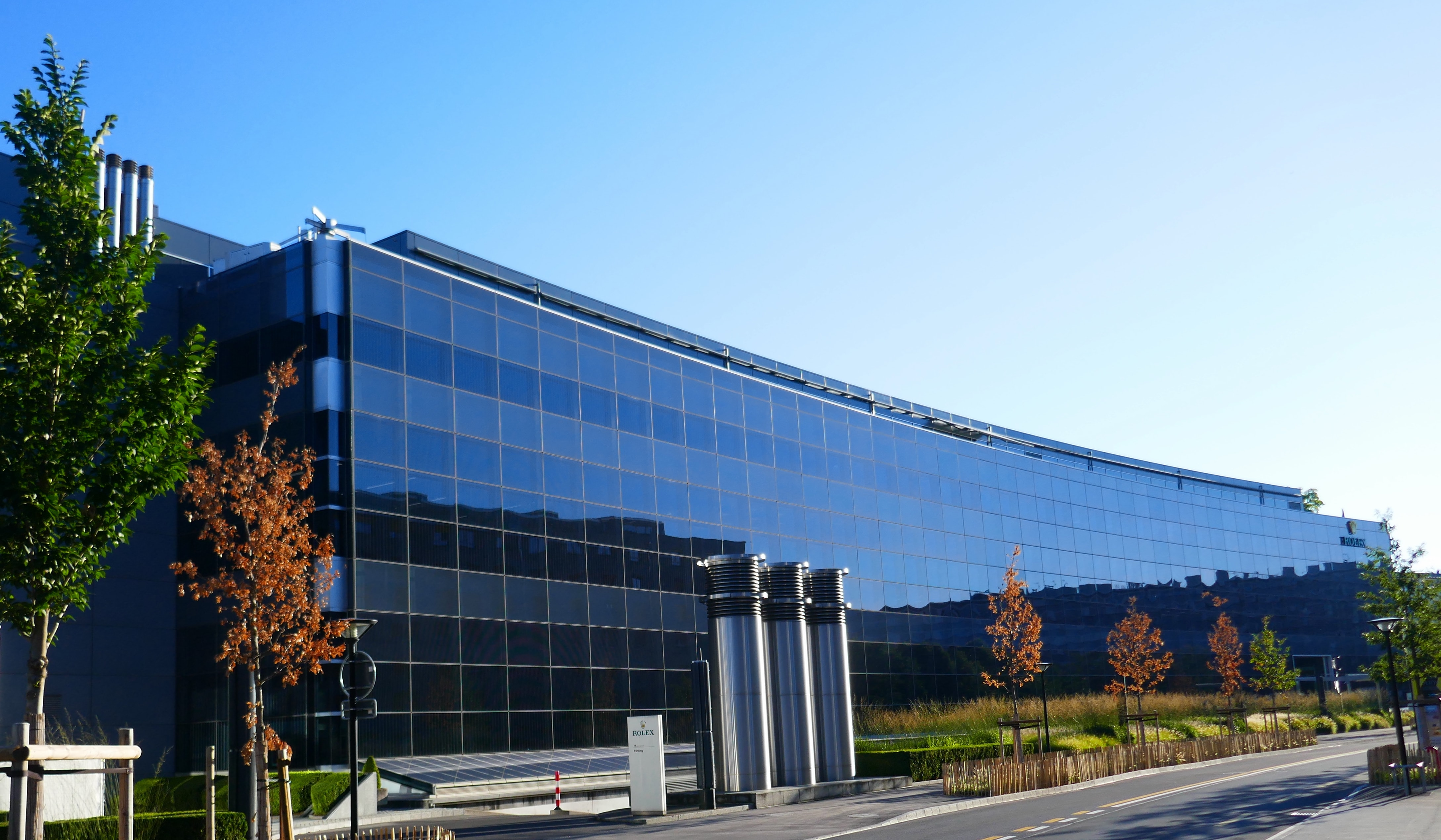
Chêne-Bourg/Thônex
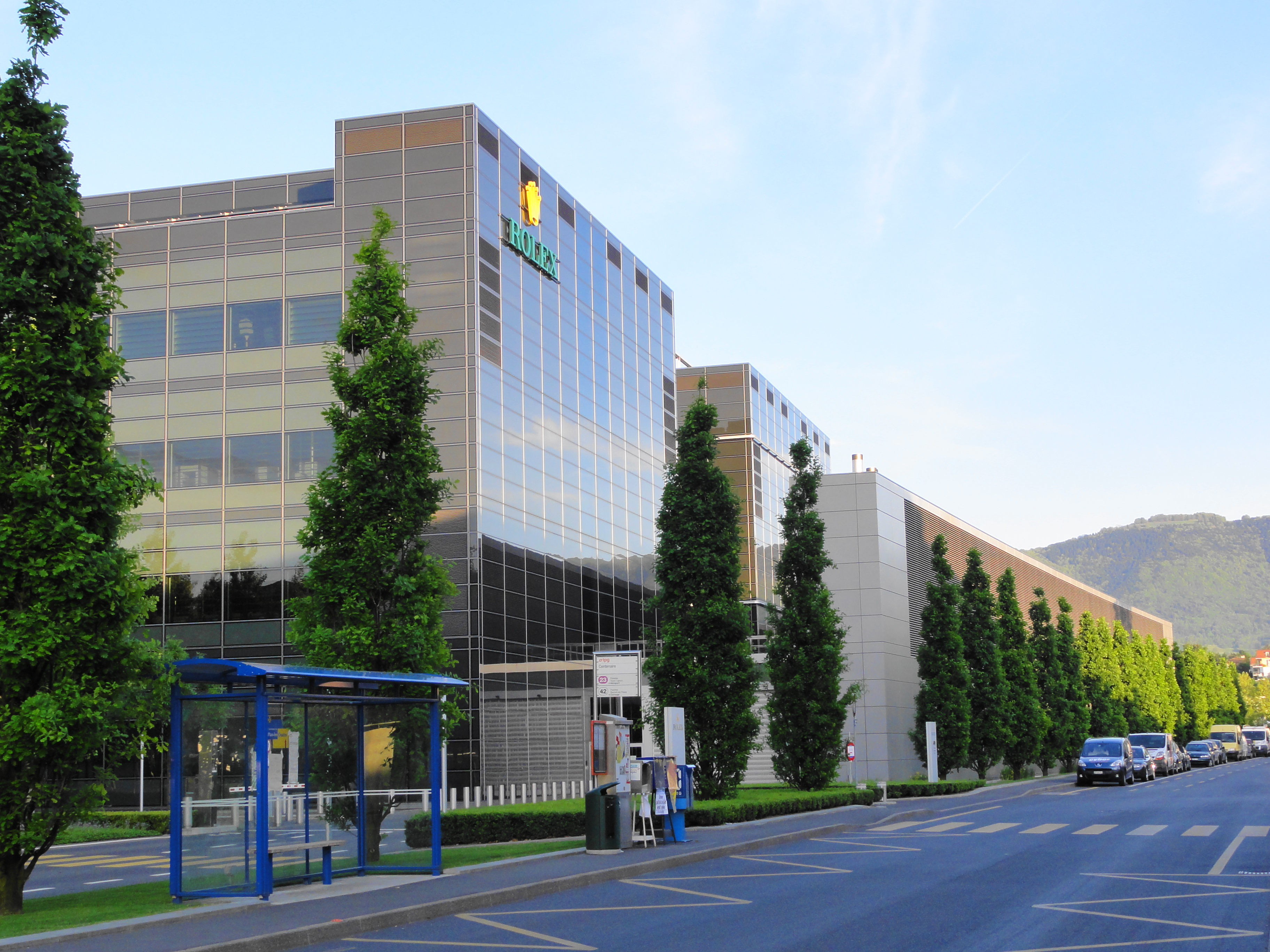
Plan-les-Ouates

## Principaux modèles

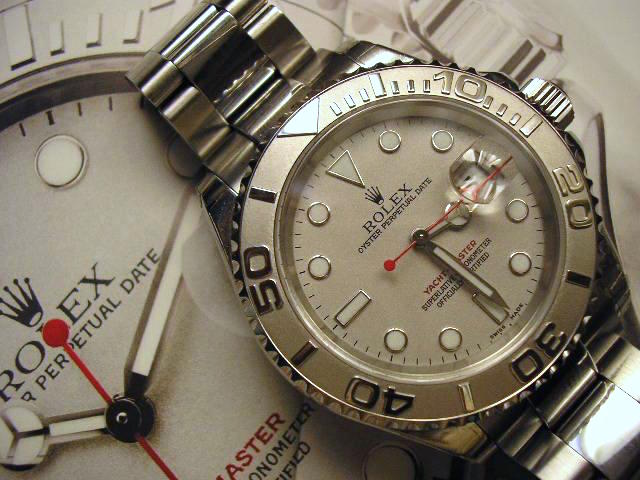
Un modèle d’Oyster professional Yachtmaster.

La principale famille de modèles de Rolex comporte différents modèles d’Oyster. Elle est divisée en deux grandes collections :
- Oyster Perpetual (la version originale), avec les modèles Air-king, Perpetual, Date (ainsi que Rolex Datejust et Datejust Turn-o-Graph) et Day-Date. Certains de ces modèles sont également proposés pour femmes.
- Oyster Professional (la version sport), avec les modèles Explorer, Explorer II, GMT-Master II, Submariner, Sea-Dweller 4000, Yacht-Master, Yacht-Master II, Milgauss et Daytona.
- La série spéciale Oyster 31 mm offre certains modèles avec un diamètre de 31 mm (alors que les modèles standards font généralement 34 mm de diamètre). Ces modèles sont dédiés à une clientèle féminine.

Parmi les autres familles de produits, il y a notamment la famille Cellini (plus raffinée) avec les modèles Cellini, Prince, Cellinium, Quartz, Cellissima, Classic, Danaos, Cestello et Orchid.
Rolex produit et vend également la marque Tudor, meilleur marché, dont les composants esthétiques sont souvent similaires à ceux de Rolex. Ces modèles étaient, jusqu’en 1990, vendus avec des bracelets signés Rolex et marqués de la couronne. À l'origine, ils ne disposaient pas de mouvements propre mais de mouvements fournis par des entreprises externes comme ETA.
Depuis 2016, Tudor dispose de sa propre manufacture et produit ainsi ses mouvements propre à sa marque. Tudor, du fait de son placement tarifaire inférieur, a fourni en parallèle avec Rolex nombre de montres de plongée et militaires pour la Marine Française ainsi que pour d'autres armées dans le monde.

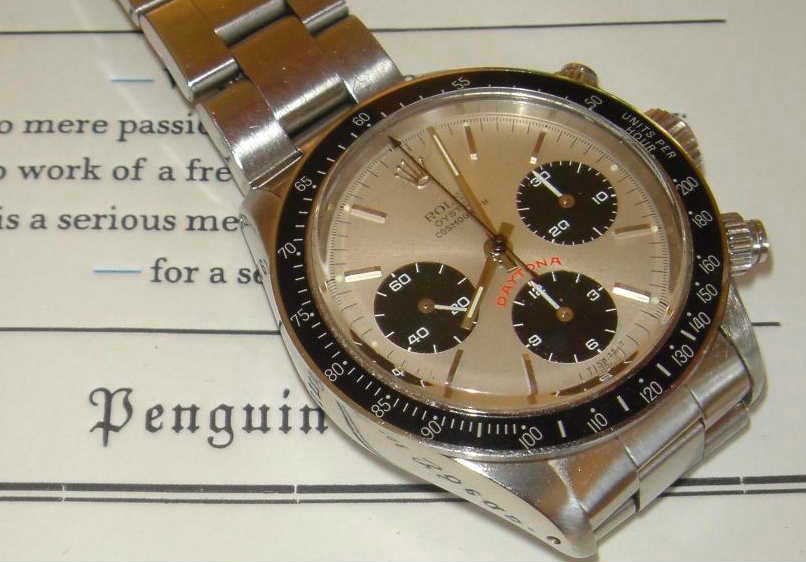
Rolex Daytona Cosmosgraph 6263 dans les années 1980.
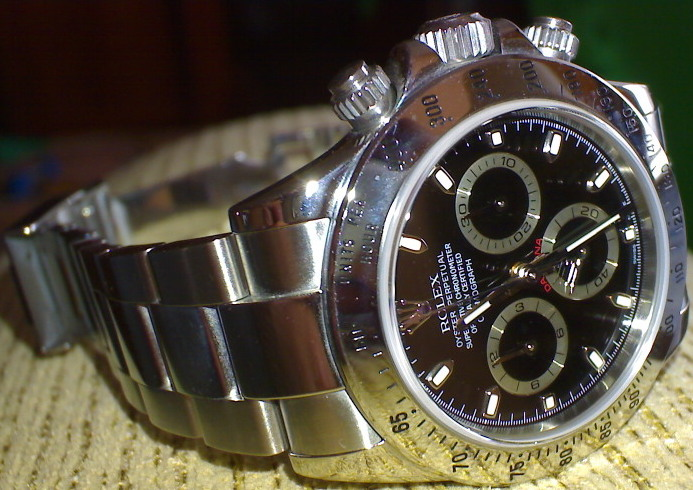
Rolex Daytona Chronomètre (ref. 116520).
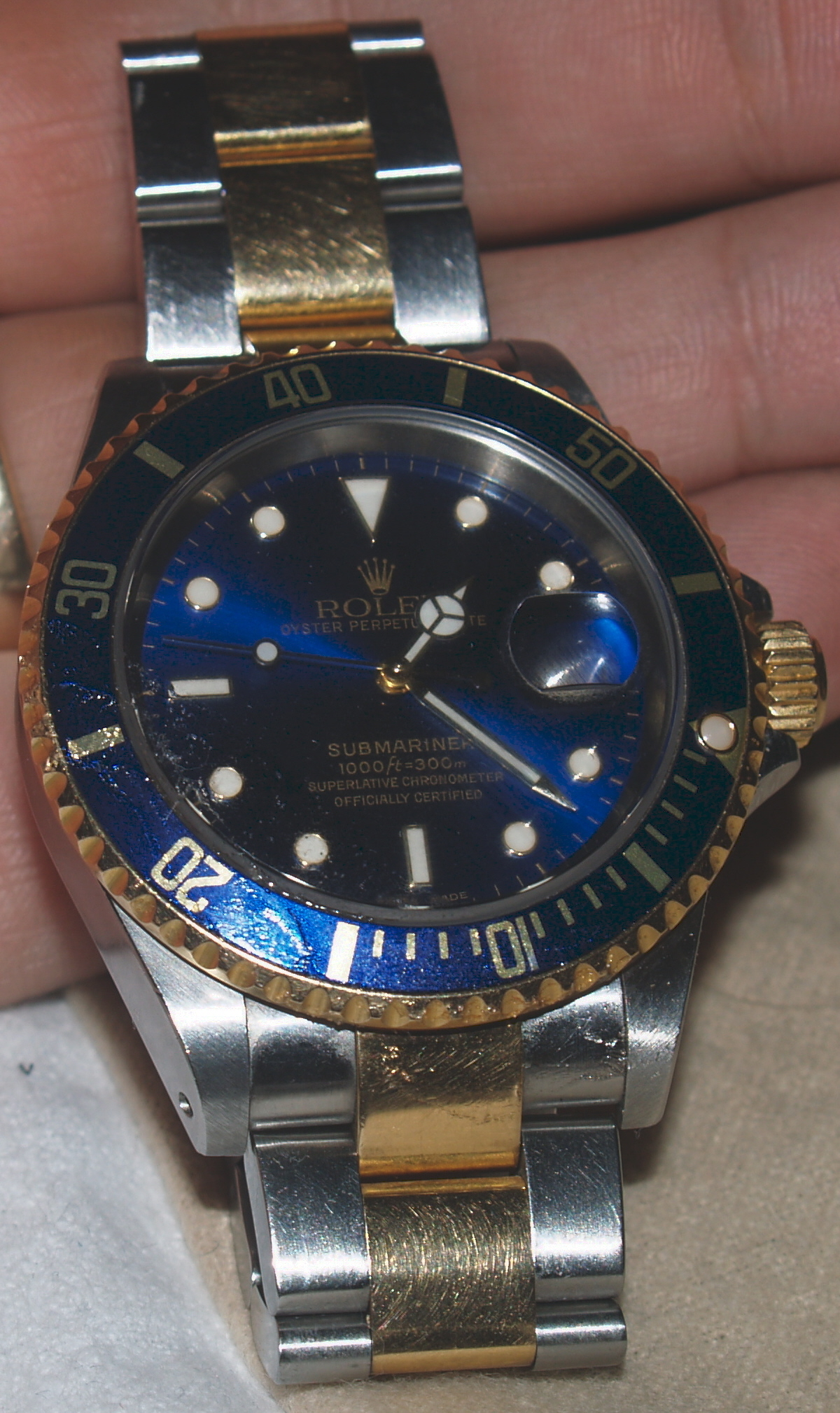
Rolex Submariner deux tons or/métal.
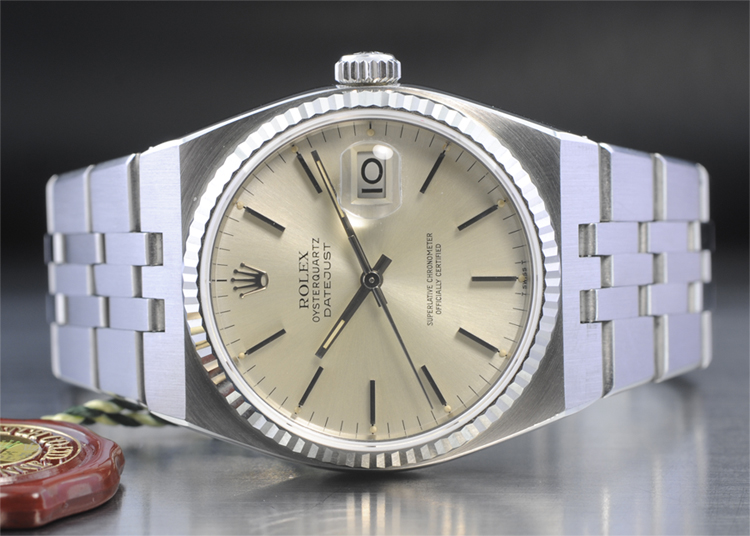
Rolex Datejust Oysterquartz.
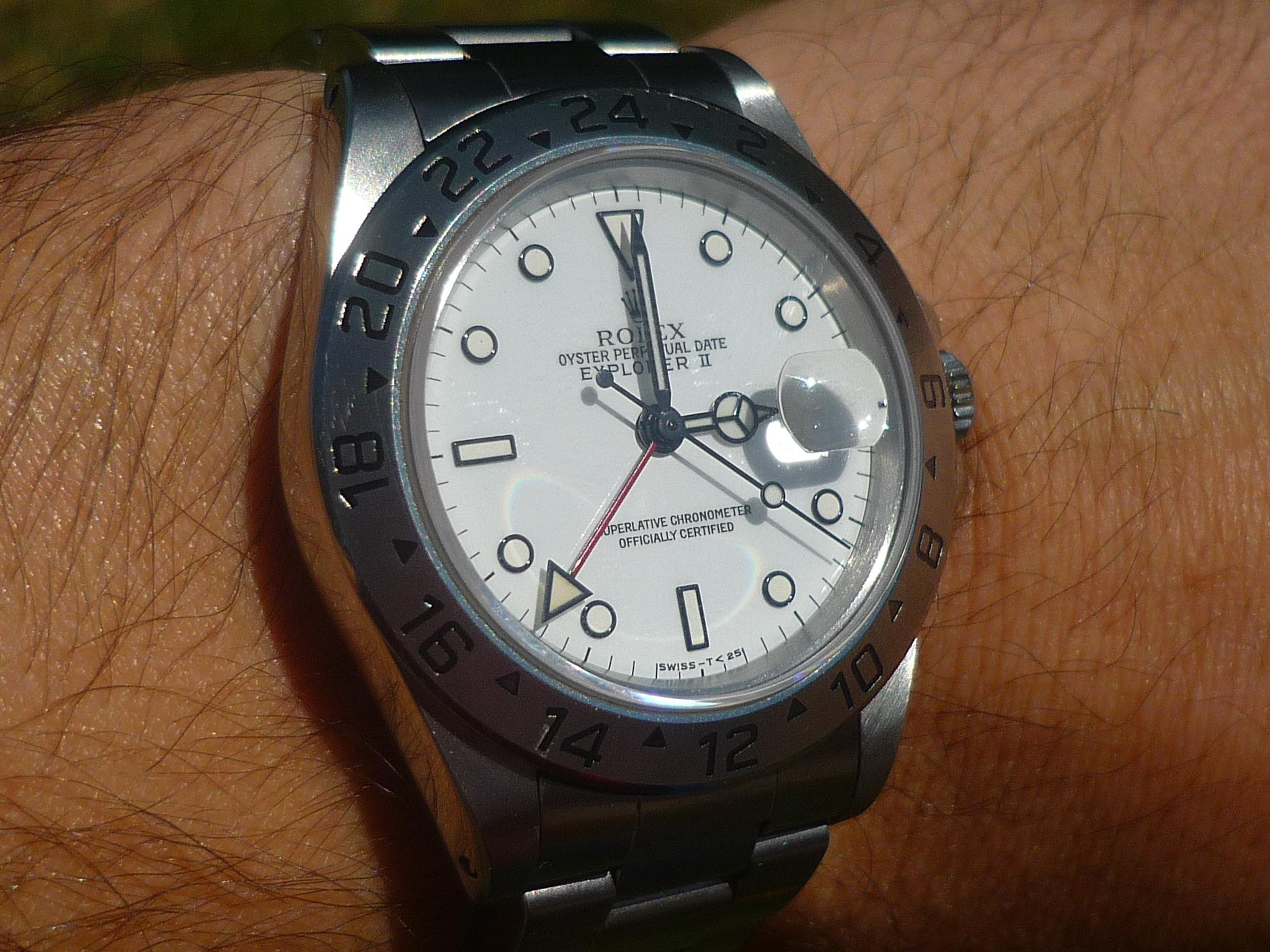
Rolex Explorer 2 ref.16570.

## Contrefaçons etRolex replica
Rolex est l'une des marques les plus touchées par le problème de la contrefaçon. Ce marché parallèle a explosé depuis le début du XXIe siècle, particulièrement avec les sites de vente en ligne qui proposent des copies de modèles existants à bien meilleur marché que les modèles authentiques.
D'après plusieurs études, la république populaire de Chine reste le principal producteur de copies, suivie par Taïwan. Si certaines copies sont de très mauvaise qualité, il en existe également de bien meilleures. La différence de prix s'explique principalement par les matériaux bien moins onéreux, une qualité de fabrication inférieure et bien évidemment, un coût de main d'œuvre défiant toute concurrence.
Identifier une contrefaçon est devenu assez difficile[Interprétation personnelle ?]. Les contrefacteurs classent leurs produits par grades. Grade 1, Grade 2, Grade 3 et Grade 4. Grade 1 correspondant à la meilleure qualité de fabrication, Grade 4 à la moins bonne. La demande allant grandissant, la Grade 1 représente la plus grosse distribution sur Internet. Il n'est donc pas rare de retrouver ces produits sur des sites de vente en ligne présentés comme des montres authentiques livrées avec boîte et papiers[réf. souhaitée].
Un des principaux outils pour parvenir à une identification précise est le numéro de série de la montre. Mais les contrefaçons disposent désormais de numéros de série cohérents avec les modèles et les années. Par ailleurs depuis 2011, Rolex utilise des numéros de série aléatoires sur les boîtiers.

### Usines
Les contrefaçons sont produites par quelque usines, notamment BP, NOOB, ARF, JK, KZF,… Celles-ci ne disposent pas de site internet et distribuent leur production à travers divers revendeurs en ligne - comme Vrtimewtch, Tttime ou TrustyTime, dont les sites web sont régulièrement fermés et changent à chaque fois d’adresse URL. Le prix moyen d’une contrefaçon se situe aux alentours de 300$US et 400$US. Mais les contrefaçons les plus abouties sont vendues aux alentours de 700 à 800$US.

### Niveau de qualité
Depuis quelques années, les contrefaçons les plus abouties utilisent le même acier utilisé par Rolex (904L), ont le même poids, et reproduisent aussi le mouvement de la montre. Ces évolutions récentes rendent les contrefaçons les plus abouties difficiles à détecter, y compris pour les collectionneurs avertis. Les bonnes pratiques consistent à faire inspecter la montre dans un atelier d’horloger pour vérifier chaque élément, y compris ouvrir le boîtier de la montre pour vérifier son mouvement.

### Numéros de série et codes
Les véritables Rolex disposent toutes (quel que soit le modèle) de plusieurs numéros de série et de référence, ainsi que de différents éléments de sécurité. Ces différents éléments ne sont pas rendus publics par la marque ; cependant, les collectionneurs se sont livrés à plusieurs études sur ces éléments de sécurité.
Les éléments suivants ont été identifiés :
- Numéro de série : chaque montre dispose d'un numéro de série unique, gravé sur la boîte entre les cornes, à la hauteur des 6 heures. Les premiers chiffres (ou lettres) de ce numéro indiquent la période de fabrication de la montre. Sur les modèles les plus récents, en plus d’être gravé sur l’entrecorne, le numéro de série est gravé sur le rehaut.
- Numéro de référence du modèle : chaque modèle dispose d'un numéro de quatre à six chiffres gravé sur la boîte entre les cornes, à la hauteur des 12 heures. Le dernier chiffre de ce numéro indique les matériaux utilisés pour la fabrication.
- Numéro de fermoir : un code est gravé sur le fermoir du bracelet. Ce code indique, entre autres, la date de fabrication de ce bracelet.
- Code de pays : sur la garantie se trouve un code à trois chiffres indiquant le pays de destination pour lequel la montre a été fabriquée. Certains codes correspondent à des sous-divisions internes, tel que le code 061, très rare, représentant une montre produite pour les quartiers généraux de Bienne ou Genève.
- Éléments de sécurité : plusieurs éléments de sécurité sont également ajoutés à chaque montre, parmi lesquels une couronne gravée au laser dans la glace saphir ainsi qu'un autocollant holographique.
- La numérotation des numéros de série commence en 1926 avec 00 001. En 1963 les numéros sont dans la série 824 000, en 1986 dans la série 8 900 000. Puis en 1987 une lettre est ajoutée en préfixe et la numérotation redémarre à 5 000 001. À partir de 2011, les numéros de série deviennent aléatoires.

## Rolex ambassadorset sponsoring
À partir des années 1960, la publicité de Rolex est principalement axée sur deux grands concepts qui sont les personnalités (appelés Rolex ambassadors) et le sponsoring de différents évènements, principalement sportifs et culturels. Dans les deux cas, l’image dégagée doit toujours refléter une impression de luxe.

### Les «ambassadeurs»

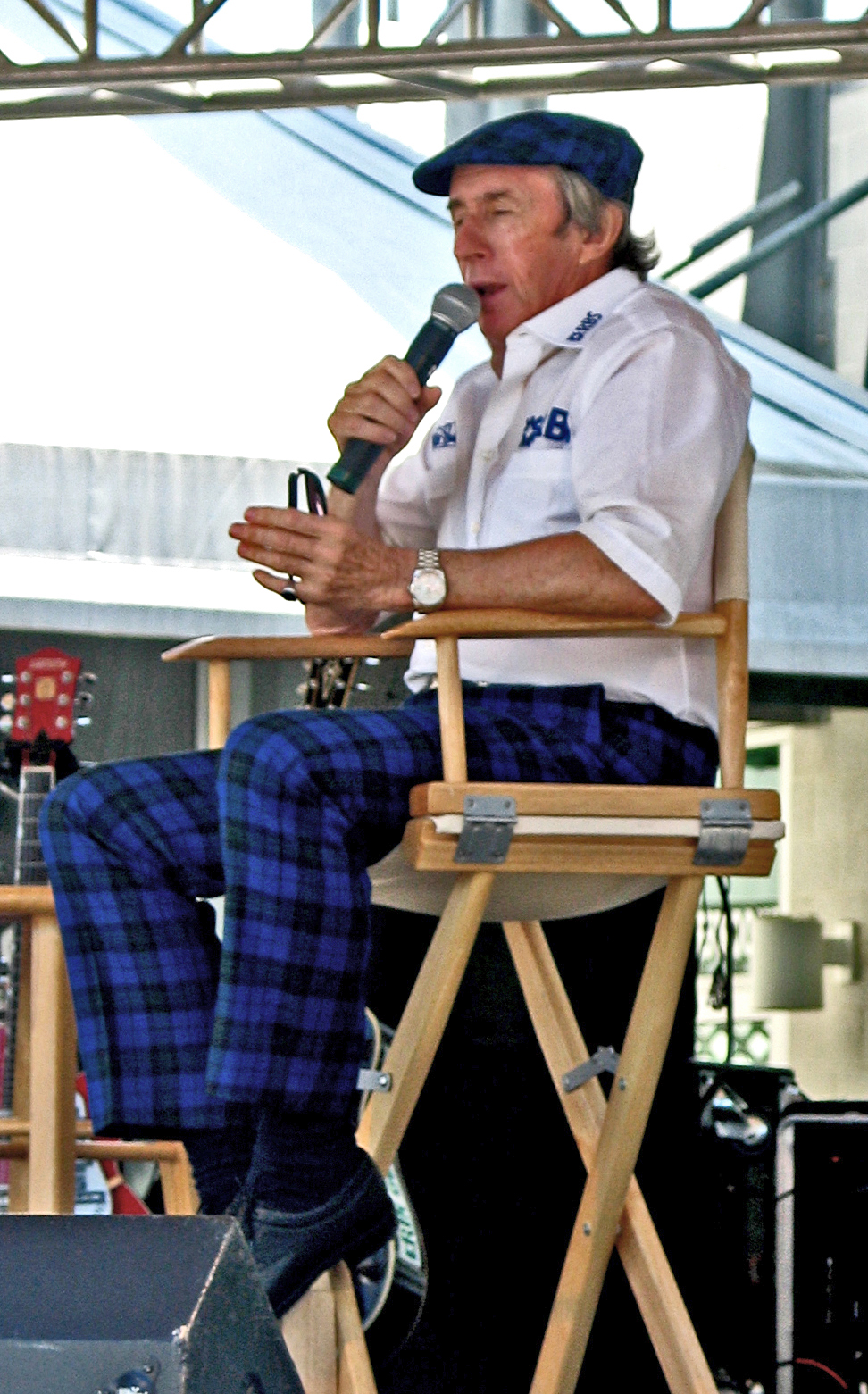
Jackie Stewart.

Lorsque Mercedes Gleitze traverse la Manche à la nage pour Rolex, elle inaugure, outre un nouveau type de publicité, une longue tradition de liaisons entre différentes personnalités et la marque. Ces personnalités sont, au fil des années, des explorateurs ou des aventuriers (Malcolm Campbell, Chuck Yeager ou Edmund Hillary), des sportifs (Jean-Claude Killy, Arnold Palmer, Jackie Stewart, Roger Federer, Ana Ivanović, Kevin Staut ou Tiger Woods) puis, à partir de 1976, des artistes[réf. souhaitée] (Kiri Te Kanawa, Eric Clapton, Plácido Domingo).
En 2006, ces « ambassadeurs » sont majoritairement des sportifs (golfeurs, cavaliers, joueurs de polo, pilotes automobiles, skieurs, joueurs de tennis ou navigateurs) et des artistes (chefs d'orchestre, chanteurs d'opéra ou de rock).
De plus, nombre de célébrités du monde du cinéma ou de la musique se font volontiers photographier avec une Rolex au poignet. Cependant, ces personnes ne sont pas répertoriées par la marque comme ambassadeurs[réf. souhaitée]. Différents modèles sont également utilisés dans des films, tels que le Submariner porté par Sean Connery dans James Bond 007 contre Dr. No ou le GMT Master porté par Robert Redford dans Les Hommes du président.

### Sponsoring
Outre le Rolex 24 at Daytona, les 24 Heures du Mans et le tournoi de tennis de Wimbledon, Rolex est partenaire d'autres activités sportives et artistiques. Certaines de ces manifestations (particulièrement en voile) ont été renommées pour que le nom de la marque y figure. Le 6 décembre 2012, Rolex annonce qu'il deviendra chronométreur officiel du championnat du monde de Formule 1 pour la saison 2013 en remplacement du sud-coréen LG.
- Manifestations artistiques : les deux manifestations artistiques soutenues par Rolex sont Operalia, un concours de chanteurs d’opéra fondé par Plácido Domingo en 1993 et le Verbier Festival & Academy,[réf. souhaitée] un festival de musique classique qui se tient chaque année à Verbier depuis 2006. Rolex soutient également la publication du magazine culturel de Monaco d'art et de culture où des publicités de la marque, le plus souvent des portraits d'artistes, figurent régulièrement en quatrième de couverture depuis le numéro 2 en 2008[pertinence contestée][21][source insuffisante].
- Manifestations sportives[N 13] : les manifestations soutenues concernent l’équitation (depuis 1957, avec, en particulier les Jeux équestres mondiaux, le World Equestrian Festival CHIO à Aix-la-Chapelle et le CSI-W de Genève), le golf (depuis 1967, avec certains des plus grands tournois, tels que l’US Open de golf, les Masters de golf, l’Evian Masters et la Ryder Cup), la compétition automobile (avec les 24 Heures du Mans et le Grand Prix d'Australie), le tennis (avec les Masters de Monte-Carlo, Wimbledon et le Masters de Paris-Bercy) et la voile (depuis les années 1960, avec, par exemple, la Giraglia Rolex Cup, la Sardinia Rolex Cup et le Rolex Farr 40 World Championship).
- Cinéma : Depuis 2017, Rolex est partenaire de l'Académie des arts et des sciences du cinéma et soutient les réalisateurs Kathryn Bigelow, James Cameron, Alejandro G. Iñárritu  et Martin Scorsese[réf. souhaitée]. En tant que Founding Supporter de l'Academy Museum of Motion Pictures, Rolex contribue à préserver le patrimoine cinématographique pour en assurer la transmission aux générations futures. Dans le cadre de son programme de mentorat artistique, Rolex offre également la possibilité à de jeunes réalisateurs de bénéficier d'un échange créatif avec un maître du 7ᵉ art.

## The Rolex Institute
La marque a créé The Rolex Institute, un institut dont le but est d’aider à la promotion de personnalités et d’événements spécifiques à travers deux programmes distincts.

### LesRolex Awards for Enterprise
Les Rolex Award sont des prix distribués tous les deux ans depuis 1976 (date anniversaire des 50 ans de l’Oyster) et destinés à une entreprise, un groupe ou une personnalité présentant un projet original et/ou innovateur.

### LesRolex Mentor and Protégé Arts Initiative
Le projet Rolex Mentor and Protégé vise, annuellement, à réunir par paires des artistes néophytes (appelés « protégés ») et d’autres confirmés (appelés « mentors ») du même domaine. Les domaines couverts par le projet sont la danse, le cinéma, la littérature, la musique, le théâtre et les arts visuels. Les candidats potentiels (pour les deux catégories) sont choisis et contactés directement par l’institut.
Pendant l’année de collaboration, le protégé et le mentor s’engagent à passer au moins 6 semaines ensemble à leur convenance, Rolex prenant en charge la logistique et le financement (le protégé reçoit 20 000 dollars pour ses frais et le mentor 50 000 dollars d’honoraires). À la fin de cette année, le protégé présente un spectacle public, financé par la compagnie à hauteur de 25 000 dollars maximum.

## Culture populaire
Une phrase prononcée par le publicitaire et communiquant Jacques Séguéla le 13 février 2009, dans l'émission Les 4 Vérités sur France 2, qui avait suscité une polémique et depuis lors largement tournée en dérision, est restée célèbre : à propos de l'image bling-bling du président Nicolas Sarkozy, « Comment peut-on reprocher à un président d'avoir une Rolex. Enfin... tout le monde a une Rolex. Si à cinquante ans, on n'a pas une Rolex, on a quand même raté sa vie ! ». Jacques Séguéla s'était ensuite excusé de ces propos et avait vendu aux enchères une montre Rolex au profit d'une vente de charité.